# Federazione sciistica dell'Austria
La Federazione sciistica dell'Austria (in tedesco Österreichischer Skiverband, ÖSV; dal 2023 Ski Austria) è la federazione sportiva che si occupa della promozione degli sport sciistici e di coordinarne l'attività agonistica in Austria, Paese di grande tradizione sia nello sci alpino, sia nello sci nordico. Ha sede a Innsbruck (Olympiastraße, 10).

## Storia

Logo fino al 2023

L'organizzazione venne fondata nel 1905 e nel 2013 è arrivata a coordinare più di 1 200 sci club, con quasi 150 000 iscritti. È articolata in nove federazioni regionali, una per ogni Stato federato dell'Austria. Dal 1990 al 2021 è stata presieduta da Peter Schröcksnadel, a cui è succeduto Karl Schmidhofer, il quale si è dimesso tre mesi dopo. In seguito fu eletta presidente Roswitha Stadlober, tuttora in carica.
La federazione esprime numerosi dirigenti a vario livello delle confederazioni internazionali cui afferisce, la Federazione Internazionale Sci (tra i quali, nel triennio 2012-2014, lo stesso Peter Schröcksnadel, membro del consiglio FIS) e l'Unione Internazionale Biathlon (tra i quali Klaus Leistner, vicepresidente con delega agli affari finanziari dal 2006, rieletto nel 2014).

## Attività
La federazione gestisce direttamente il Bergisel (Bergiselschanze), il complesso sportivo costruito a partire dal 1927 sul monte Isel presso Innsbruck e incentrato sul trampolino che ha ospitato i IX e i XII Giochi olimpici invernali, e la Ski Austria Academy St. Christoph, scuola di specializzazione sportiva fondata nel 1998 a St. Christoph am Arlberg (Sankt Anton am Arlberg).
La ÖSV si occupa dell'organizzazione dei campionati nazionali assoluti delle discipline sugli sci, sia alpini sia nordici; si occupa anche degli sport di più recente riconoscimento, quali lo snowboard e il freestyle. Alla federazione fanno capo la nazionale di sci alpino (il cosiddetto Wunderteam) e quella di sci nordico, nonché i gruppi sportivi militari.
L'attività delle federazione è articolata in varie sezioni (tra parentesi i dirigenti responsabili nel 2013):
- Sport (Hans Pum)
  - Sci alpino maschile (Mathias Berthold)
  - Sci alpino femminile (Jürgen Kriechbaum)
  - Salto con gli sci e combinata nordica (Ernst Vettori)
  - Sci di fondo e biathlon (Markus Gandler)
  - Snowboard (Christian Galler)
  - Freestyle (Sabine Wittner)
  - Sci paralimpico (Michael Knaus)
- Ricerca e sviluppo (Toni Giger)
- Settore giovanile (Gert Ehn)

La federazione è inoltre responsabile del contrasto al doping in Austria e della gestione delle pubblicazioni ufficiali sullo sci in Austria, sia cartacee (le riviste Ski Austria e Ski Austria Lady) sia telematiche (il database ÖSV-Siegertafel).